# Аксёнова, Ирина Анатольевна
Ири́на Анато́льевна Аксёнова (род. 24 сентября 1962) — советская пловчиха. Завоевала две бронзовых медали — на Олимпийских играх 1980 и на Чемпионате мира 1978, где она выступала на сборную Советского Союза в предварительных соревнованиях. На Олимпиаде 1980 она также заняла четвёртое место в заплыве на 800 м, пятое место в заплыве на 400 м и восьмое в заплыве на 200 м вольным стилем. Мастер спорта СССР международного класса. 
В период с 1977 по 1980 годы Аксёнова выиграла семь национальных титулов и установила пять национальных рекордов в заплывах на 200—800 м вольным стилем. Также, она делала заплывы на 100 м баттерфляем. В настоящее время проживает в Чехии.